# Shabab Al-Ahli Dubai FC
|  | Aquest article tracta sobre el club de futbol de Dubai. Vegeu-ne altres significats a «Al-Ahli». |

El Shabab Al-Ahli Dubai FC (àrab: نادي شباب الأهلي, Nādī Xabāb al-Ahlī), ‘Club Nacional de la Joventut’) és un club de futbol de la ciutat de Dubai, als EAU. Al-Ahli significa «Nacional» i Shabab significa «Joventut».
El club Al Ahli FC es fundà el 1970, quan s'uniren tres clubs locals: Wehdah i Al Shabab (fundat el 1958). Quatre anys més tard se li uní el Al Najah. El 2017, els clubs Dubai CSC i Al Shabab s'unitren a Al Ahli FC formant l'actual Shabab Al Ahli FC.

## Palmarès

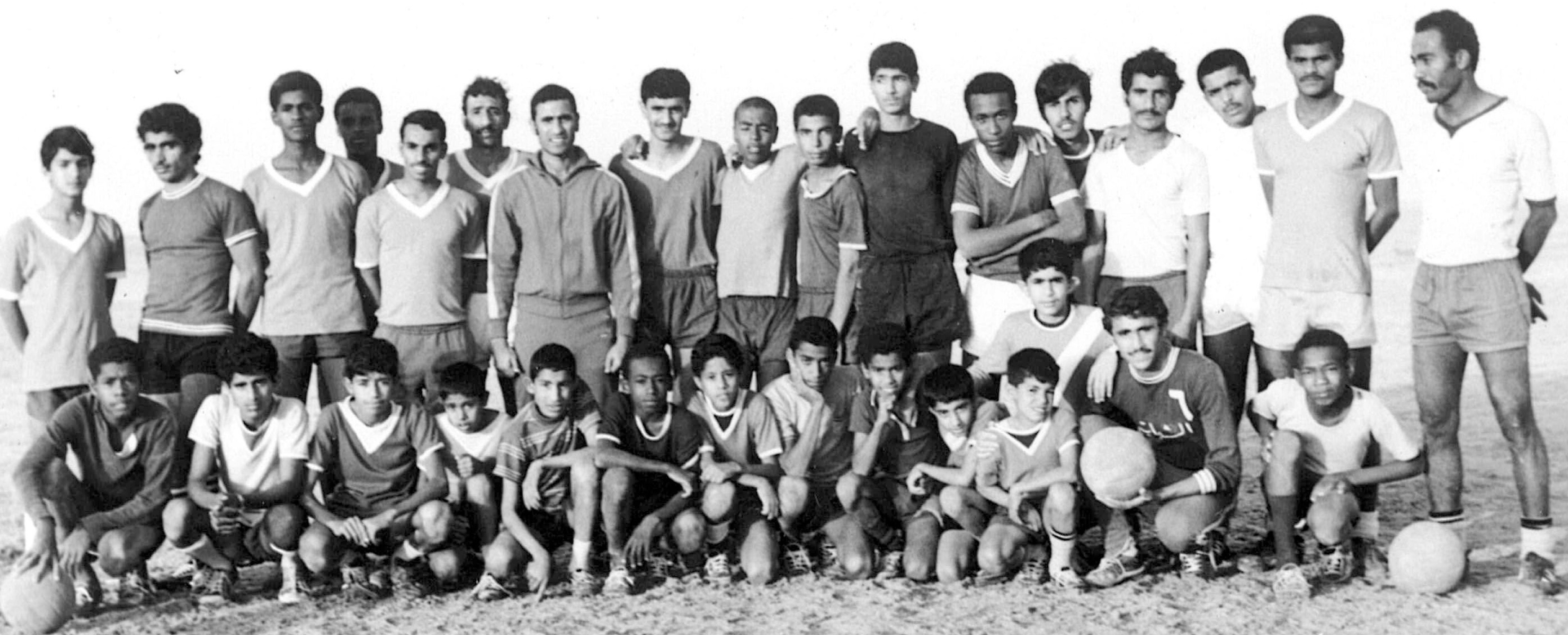
Mohammed Shehta al centre, primer entrenador d'Al Ahli als anys 70s.

- Lliga dels Emirats Àrabs Units de futbol:[3]
  - 1974–75, 1975–76, 1979–80, 2005–06, 2008–09, 2013–14, 2015–16, 2022-23, 2024-25
- Copa del President dels Emirats Àrabs Units de futbol:[4]
  - 1974–75, 1976–77, 1987–88, 1995–96, 2001–02, 2003–04, 2007–08, 2012–13, 2018–19, 2020–21
- Copa de la Lliga dels Emirats Àrabs Units de futbol:[4]
  - 2011–12, 2013–14, 2016–17, 2018–19, 2020–21
- Supercopa dels Emirats Àrabs Units de futbol:[4]
  - 2009, 2013, 2014, 2016, 2020

## Entrenadors destacats
- Nándor Hidegkuti
- Srećko Juričić
- Ilie Balaci
- Markov Zeljko
- Winfried Schäfer
- Faozy Altaisha
- Alan Michelle
- Yousef Zawawi
- Robert Pouven

## Futbolistes destacats
- Hassan Nazari
- Hassan Rowshan
- Milad Meydavoudi
- Ali Karimi
- Hashem Heidari
- Javad Kazemian
- Farhad Majidi
- Renato
- Clederson Cesar
- Marcos Assunção
- Martin Kamburov
- Juan Martín Parodi
- Rashid Benmahmoud
- Abdellatif Jrindou
- Ahmad Essa
- Abdul Razaq Ibrahim
- Jamal Mubarak
- Fernando Rodriguez
- Nicholas Castro
- Slavisa Mitrovic
- Ali Zitouni
- Alousa Kabiro
- Antoni
- Kingsley Obiekwu
- Kelvin Sebwe
- Seydou Traoré
- Gregory du Frenice